# Svartfjällig tofsskivling
Svartfjällig tofsskivling (Pholiota jahnii) är en svampart som beskrevs av Tjall.-Beuk. & Bas 1986. Svartfjällig tofsskivling ingår i släktet tofsskivlingar och familjen Strophariaceae.  Arten är reproducerande i Sverige. Inga underarter finns listade i Catalogue of Life.